# Karuk
El karuk o karok és una llengua gairebé extinta del nord-oest de Califòrnia, Estats Units. Alguna vegada va ser l'idioma dels karuks encara que ara en la seva gran majoria parlen anglès.
William Bright va fer treballs per obtenir material sobre l'idioma karuk i això va permetre documentar la llengua. D'acord amb un cens de l'any 2000, hi havia 55 persones d'entre 5 i 17 anys que podien parlar karuk incloent 10 que tenien un nivell limitat d'anglès.

## Classificació
Hi ha hagut moltes propostes d'incloure al karuk en la hipotètica macrofamília hoka:
| «              | La llengua karuk no està propera o òbviament relacionada a qualsevol altra (a l'àrea), però ha estat classificada com a membre del grup nòrdic (o del nord) d'idiomes hoka, en un subgrup que inclou al chimariko i les llengües shasta, parlats en la mateixa part de Califòrnia com karuk. | » |
| — Bright, p. 1 | |   |

| «                 | El karok, igual que el yurok i el hupa, tots aquests idiomes van formar el focus sud de l'anomenada cultura de la costa del Pacífic Nord. Mentre la major part de la informació d'aquesta cultura prové dels estudis dels yurok, hi havia un alt grau d'uniformitat cultural entre els tres grups; veïns del mateix riu es visitaven mútuament durant els seus festivals propis, es casaven entre ells i discutien sobre els mateixos problemes. | » |
| — Drucker, p. 176 | |   |

Pel que fa a les cultures karuk, yurok i hupa, malgrat les similituds i semblances, els idiomes no ho eren. L'idioma karuk no ha pogut ser relacionat incontestablement amb cap altre idioma.

## Fonologia

### Vocals
|       | Anterior | Anterior | Central | Central | Posterior | Posterior |
| corta | larga    | corta    | larga   | corta   | larga     |           |
| ----- | -------- | -------- | ------- | ------- | --------- | --------- |
| Feble | i        | iː       |         |         | u         | uː        |
| Forta |          | eː       | a       | aː      |           | oː        |

### Consonants
L'inventari consonàntic del karok vé donat per:
|            | Bilabial | Labio- dental | Dental | Alveolar | Palatal o postalveolar | Velar | Glotal |
| ---------- | -------- | ------------- | ------ | -------- | ---------------------- | ----- | ------ |
| Nasal      | m        |               |        | n        |                        |       |        |
| Oclusiva   | p        |               |        | t        | t͡ʃ                     | k     | ʔ      |
| Fricativa  | β        | f             | θ      | s        | ʃ                      | x     | h      |
| Líquida    |          |               |        | ɾ        |                        |       |        |
| Aproximant |          |               |        |          | j                      |       |        |

En els articles sobre el Karuk (Bright, Macaulay, Haas) és comú usar la convenció americanista, raó per la qual els foneme /β, j, ɾ; t͡ʃ, ʃ/ es transcriuen com a /v, y, r; č, š/.

## Gramàtica
La llengua karuk és una llengua polisintètica coneguda pel seu mètode d'ordenar o distingir la informació vella de la nova en l'oració: «...parlants de karuk usen paraules separades per comunicar detalls nous, destacar un detall o sobreestimar un detall; i usen afixos per detallar i així aconseguir que no es distregui l'interlocutor».
Un altre tret notori del karuk és que la morfologia verbal és molt complexa a causa de l'existència de processos morfofonèmics que enfosqueixen la regularitat de la llengua. Aquests processos inclouen l'elisió vocàlica, la contracció vocàlica, la reducció de vocals al costat de certes consonants i l'allargament de vocals. Els dos primers apareixen quan apareixen dues vocals en contacte o en síl·labes adjacents. La reducció de vocals es dona en contacte amb els fonemes /v/ i /i/ que desapareixen entre certes vocals quedant una de les vocals modificada en timbre:
(1) /ʔu-ʔif-aviš/ 3aSG-crecer-FUT > [ʔuˈʔifeʃ] 'creixerà'
(2) /ʔu-kyav-aviš/ 3aSG-hacer-FUT > [ʔuˈkjaviʃ] 'farà'
A més les arrels verbals es classifiquen en arrels d'accent fix i d'accent mòbil. En aquestes segones la posició de l'accent tònic dependrà dels sufixos afegits, i es determina a partir de processos morfofonèmics no trivials.